# Lora oliwkowa
Lora oliwkowa (Chalcopsitta duivenbodei) – gatunek średniej wielkości ptaka z rodziny papug wschodnich (Psittaculidae). Zasiedla północną część Nowej Gwinei. Nie jest zagrożona wyginięciem.

## Systematyka
Blisko spokrewniona z lorą czarną (C. atra). Tradycyjnie wyróżnia się dwa podgatunki:
- C. d. duivenbodei Dubois, 1884 – północno-zachodnia Nowa Gwinea na wschód do zachodniej Papui-Nowej Gwinei
- C. d. syringanuchalis Neumann, 1915 – północno-wschodnia Nowa Gwinea

Międzynarodowy Komitet Ornitologiczny (IOC) uznaje ten gatunek za monotypowy, traktując syringanuchalis jako synonim duivenbodei.

## Morfologia
WyglądNie występuje dymorfizm płciowy. Czarny dziób i szare nogi. Czoło oraz gardło żółte. Z wierzchu i na skrzydłach oliwkowo-brązowa, na głowie nieco zielonkawa. Czarne lotki, szaro-oliwkowo-brązowy ogon. Spód ciała ciemnooliwkowo-brązowy. Młode nie tak kontrastowe i ogólnie jaśniejsze. Mają białą obrączkę oczną – u dorosłych jest ona czarna.
Wymiary
- długość ciała: 31 cm[5]
  - skrzydło: 17,1–18 cm
  - ogon: 11,7–13,8 cm
  - dziób: 2–2,3 cm
  - skok: 2,2–2,5 cm
- masa ciała: 200–230 g[5]

## Ekologia i zachowanie
BiotopWilgotne lasy tropikalne, zadrzewienia wtórne, brzegi lasów oraz różnorakie tereny otwarte. Przebywa także w rejonach ścinki drzew.
ZachowanieSpotykana w małych grupach albo parami, zwykle po 6 lub 8 osobników. Często przebywa w koronach drzew, szukając tam pożywienia. Ma swoje „ulubione” drzewa, na których nocuje. Przyłącza się do innych ptaków i razem z nimi pożywia się nektarem.
LęgiBardzo mało wiadomo o jej zwyczajach lęgowych. Większość obserwacji przeprowadzano na okazach w niewoli. W czasie toków samiec huśta się rytmicznie, pokazując żółte pokrywy skrzydłowe. Natomiast w naturze, w kwietniu obserwowano 6 lor oliwkowych zainteresowanych dziuplą i przeganiających z niej dwa nietoperze.

## Hodowla
W ogrodach zoologicznychPo raz pierwszy pojawiła się w Europie w 1929 roku w Anglii. Poza tym – aż do roku 1973, kiedy znów pojawiały się w hodowlach – w ogóle nie była trzymana i hodowana w Europie. Obecnie bardzo rzadka w ogrodach zoologicznych. W Weltvogelpark Walsrode w wolierze dla lor regularnie się rozmnażają. W latach 1976–1983 wykluło się 19 młodych, z czego 17 przeżyło.
W hodowliMa podobne wymagania jak lora czarna. Bardzo żywa i hałaśliwa, lubi się kąpać. Zanim się zaaklimatyzuje, jest nieufna i płochliwa. W Europie zazwyczaj przystępuje do lęgów. Składa 2 jaja inkubowane przez 25 dni. Przez większość roku śpi w skrzynce lęgowej. Jest agresywna wobec innych ptaków i najlepiej trzymać tylko lory oliwkowe.

## Status, ochrona
Międzynarodowa Unia Ochrony Przyrody (IUCN) uznaje lorę oliwkową za gatunek najmniejszej troski (LC – least concern) nieprzerwanie od 1988 roku. Została wpisana do Załącznika II konwencji waszyngtońskiej. W 1992 roku liczebność populacji szacowano na ponad 50 tysięcy osobników. Trend liczebności populacji uznaje się za spadkowy z powodu utraty siedlisk.